# Neorufalda pullella
Neorufalda pullella är en fjärilsart som beskrevs av Hiroshi Yamanaka 1986. Neorufalda pullella ingår i släktet Neorufalda och familjen mott. Inga underarter finns listade i Catalogue of Life.